# Восточная клуша

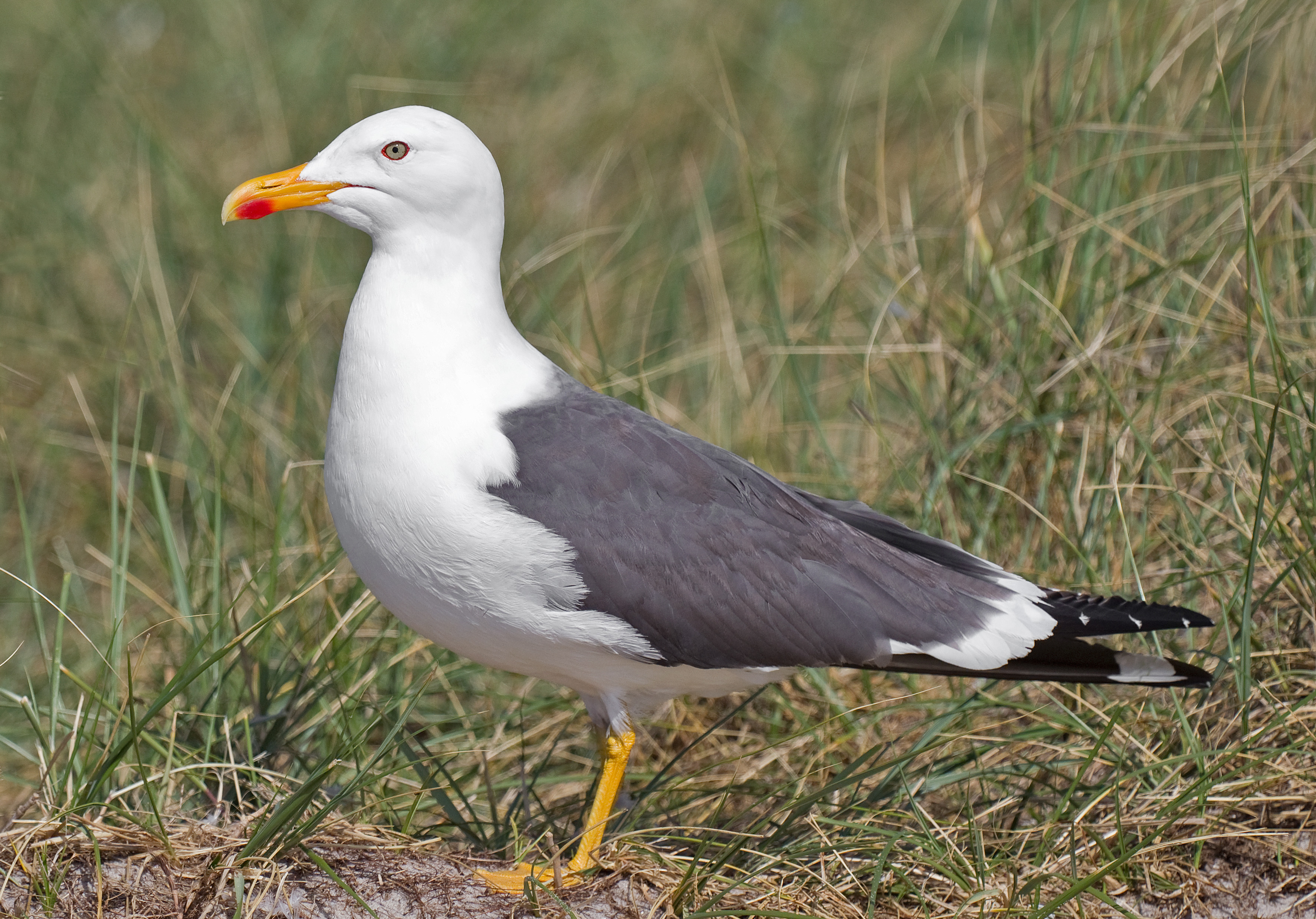
Larus fuscus graellsii — клуша Британских островов, на которую похожи Larus heuglini

Восточная клуша, или халей (лат. Larus fuscus heuglini), — один из достаточно крупных представителей рода чаек (Larus). Таксономически её сближают с клушей (Larus fuscus) и рассматривают как подвид последней. Кроме того, ранее её включали в состав политипического вида серебристая чайка (Larus argentatus) в его широком понимании. Научное название подвида дано в честь Теодора Гейглина (нем. Theodor von Heuglin), немецкого зоолога и путешественника.
Птиц из восточной части ареала халея, имеющих более бледно-серую мантию, часто рассматривают как отдельный подвид Larus heuglini taimyrensis (таймырская чайка). Другое возможное объяснение состоит в том, что птицы такой окраски появляются в результате гибридизации между халеем и восточносибирской чайкой Larus vegae, которую, однако, часто рассматривают как подвид халея Larus heuglini vegae.
Халеи гнездятся в тундре северной России от Кольского полуострова на восток до полуострова Таймыр. Они регулярно регистрировались в Финляндии и, возможно, там гнездятся. На зиму они мигрируют на юг в Юго-Западную, Южную, Восточную Азию и Восточную Африку. В небольшом числе они были зарегистрированы в Юго-Восточной Азии, этот вид был отмечен в Южной Африке, и залёты его могут регистрироваться в Западной Европе.
Это крупные чайки с округлой головой, сильным клювом, длинными ногами и крыльями. Длина тела от 53 до 70 см, размах крыльев от 138 до 158 см и масса тела от 745 до 1360 г. Стандартные измерения следующие: хорда крыла 40,5 до 46,9 см, клюв от 4,5 до 6,5 см и цевка 5,9 до 7,8 см. Спина и крылья темно-серые, оттенок их изменчив, но часто сходен с таковым у расы Larus fuscus graelsii, одной из мелких форм клуши, обитающей на Британских и Фарерских островах и в Бретани во Франции. Зимой оперение головы имеет лишь легкий налёт (прожилки) коричневого цвета, но более чёткая и яркая исчерченность присутствует на передней части шеи. Ноги, как правило, жёлтого цвета, изредка отмечают птиц с розовыми ногами.
Линька происходит позже, чем у большинства родственных видов, так, что головы у птиц остаются не вылинявшими, а первостепенные маховые обношенными ещё в сентябре и октябре. Маховые перья могут полностью не смениться вплоть до февраля или марта, когда оперение головы всё ещё линяет.
Этот вид питается, в основном, моллюсками, червями и ракообразными.